# Championnat de Polynésie française de football 2014-2015
Navigation
Saison précédente Saison suivante
La saison 2014-2015 du Championnat de Polynésie française de football est la soixante-huitième édition du championnat de première division en Polynésie française. Les dix meilleurs clubs de Polynésie sont regroupés au sein d'une poule unique, la Ligue Mana, où ils s'affrontent une fois au cours de la saison. Les six premiers jouent une deuxième phase pour déterminer le champion, les deux derniers sont relégués tandis que les 7e et 8e doivent disputer une poule de promotion-relégation en compagnie des clubs de Division 2.
C'est l’AS Tefana qui est sacré champion de Polynésie cette saison après avoir terminé en tête du classement final, ne devançant le tenant du titre, l'AS Pirae que grâce à de meilleurs résultats lors des confrontations directes. C'est le quatrième titre de champion de Polynésie française de l’histoire du club.
À noter cette saison la participation de la sélection tahitienne des moins de 17 ans en championnat, afin de leur permettre de se préparer pour le Championnat d'Océanie de football des moins de 17 ans, organisé en janvier 2015 aux Samoa. Quel que soit leur résultat en championnat cette saison, la sélection ne dispute la compétition que pour un an. Elle ne peut donc pas se qualifier pour la Ligue des champions et ne dispute pas non plus le barrage de promotion-relégation, si elle s'y qualifie.

## Qualifications continentales
Le club terminant en tête de la première phase du championnat se qualifie pour la Ligue des champions de l'OFC 2014-2015 tandis que le champion de Polynésie française obtient son billet pour la Ligue des champions de l'OFC 2016.

## Les clubs participants
| - AS Pirae - AS Tefana - AS Vénus - AS Dragon - AS Roniu | - AS Manu-Ura - AS Tamarii Faa'a - AS Excelsior - Tahiti U17 - AS Central Sports - Promu de Division 2 |

## Compétition

### Première phase
Le barème utilisé pour établir le classement est le suivant :
- Victoire : 4 points
- Match nul : 2 points
- Défaite : 1 point

En cas d'égalité de points, ce sont les résultats des confrontations directes qui sont prises en compte.
Les clubs peuvent obtenir des points de bonus en remplissant certaines conditions concernant les entraîneurs et les arbitres.
| Rang | Équipe                | Pts | J | G | N | P | Bp | Bc | Diff |
| ---- | --------------------- | --- | - | - | - | - | -- | -- | ---- |
| 1    | AS Tefana +4          | 40  | 9 | 9 | 0 | 0 | 49 | 3  | +46  |
| 2    | AS PiraeT +4          | 30  | 9 | 5 | 2 | 2 | 57 | 19 | +38  |
| 3    | AS Dragon +4          | 28  | 9 | 4 | 3 | 2 | 36 | 17 | +19  |
| 4    | AS Manu-Ura           | 27  | 9 | 5 | 3 | 1 | 30 | 10 | +20  |
| 5    | AS Central SportsP +4 | 27  | 9 | 4 | 2 | 3 | 23 | 20 | +3   |
| 6    | AS Roniu +2           | 24  | 9 | 4 | 1 | 4 | 21 | 28 | -7   |
| 7    | AS Vénus              | 24  | 9 | 4 | 3 | 2 | 28 | 20 | +8   |
| 8    | AS Excelsior +2       | 15  | 9 | 1 | 1 | 7 | 12 | 56 | -44  |
| 9    | Tahiti U17            | 12  | 9 | 1 | 0 | 8 | 13 | 37 | -24  |
| 10   | AS Tamarii Faa'a +2   | 12  | 9 | 0 | 1 | 8 | 10 | 69 | -59  |

|  | Qualification pour la Ligue des champions de l'OFC 2014-2015 et pour la deuxième phase |
|  | Qualification pour la deuxième phase                                                   |
|  | Participation à la poule de promotion-relégation                                       |
|  | Relégation directe en Division 2                                                       |
|  | Retrait du championnat en fin de saison                                                |
|  | T : Tenant du titre P : Promu de division inférieure                                   |

### Deuxième phase
Les six premiers du classement s’affrontent à nouveau deux fois pour déterminer le champion. L'AS Tefana démarre la deuxième phase avec un bonus de deux points après avoir terminé en tête de la première phase. En cas d'égalité de points, ce sont les résultats des confrontations directes qui sont prises en compte. Les clubs peuvent obtenir des points de bonus en remplissant certaines conditions concernant les entraîneurs et les arbitres.
| Rang | Équipe                | Pts | J  | G | N | P | Bp | Bc | Diff |
| ---- | --------------------- | --- | -- | - | - | - | -- | -- | ---- |
| 1    | AS Tefana +4          | 39  | 10 | 8 | 1 | 1 | 43 | 14 | +29  |
| 2    | AS PiraeC +4          | 39  | 10 | 8 | 1 | 1 | 45 | 12 | +33  |
| 3    | AS Central SportsP +4 | 29  | 10 | 5 | 0 | 5 | 23 | 28 | -5   |
| 4    | AS DragonT +4         | 21  | 10 | 2 | 1 | 7 | 24 | 38 | -14  |
| 5    | AS Manu-Ura           | 20  | 10 | 3 | 1 | 6 | 14 | 25 | -11  |
| 6    | AS Roniu +2           | 17  | 10 | 1 | 2 | 7 | 14 | 46 | -32  |

|  | Qualification pour la Ligue des champions de l'OFC 2016                                               |
|  | T : Tenant du titre C : Vainqueur de la Coupe de Polynésie française P : Promu de division inférieure |

## Bilan de la saison
| Championnat de Polynésie française de football 2014-2015 |                      |
| Champion                                                 | AS Tefana (4e titre) |
| Coupes et trophées                                       |                      |
| Vainqueur de la Coupe de Polynésie française 2014-2015   | AS Pirae             |
| Qualifications continentales                             |                      |
| Ligue des champions de l'OFC 2014-2015                   | AS Tefana            |
| Ligue des champions de l'OFC 2016                        | AS Tefana            |
| Promotions et relégations                                |                      |
| Promus en Ligue Mana                                     | AS Aorai             |
| Relégués en Division 2                                   | AS Excelsior         |
| Relégués en Division 2                                   | AS Tamarii Faa'a     |